# Armando Pizzo
Armando Pizzo (Brescia, 16 ottobre 1925 – Roma, 30 aprile 2011) è stato un giornalista e conduttore televisivo italiano.

## Biografia
È stato l'intervistatore che aprì, con Arrivi e partenze, le trasmissioni Rai, il 3 gennaio 1954 alle 14:30.
Nel 1955 ha presentato il Festival di Sanremo con Maria Teresa Ruta, zia dell'omonima conduttrice dopo Nunzio Filogamo. Ha presentato in Rai Mike Bongiorno che veniva dall'America e con lui ha condotto programmi stile talk show prima di Lascia o raddoppia?.
Nel 1956 ha condotto Permette una domanda, programma di Ugo Gregoretti, esperienza dopo la quale ha proseguito l'attività televisiva dedicandosi ad attività di carattere giornalistico e giornalistico sportivo, anche collaborando con Paolo Valenti a 90º minuto tra il 1976 e il 1978, coordinando la raccolta dei risultati in studio. Ha lavorato in Rai fino al 1990 come responsabile del centro di Saxa Rubra, cerimonia ufficiale di apertura e Mondiali di Calcio del 1990.

## Programmi televisivi
- Arrivi e partenze (Programma Nazionale, 1953-1955)
- Festival di Sanremo (Programma Nazionale, 1955)